# 브레이크아웃 (비디오 게임)

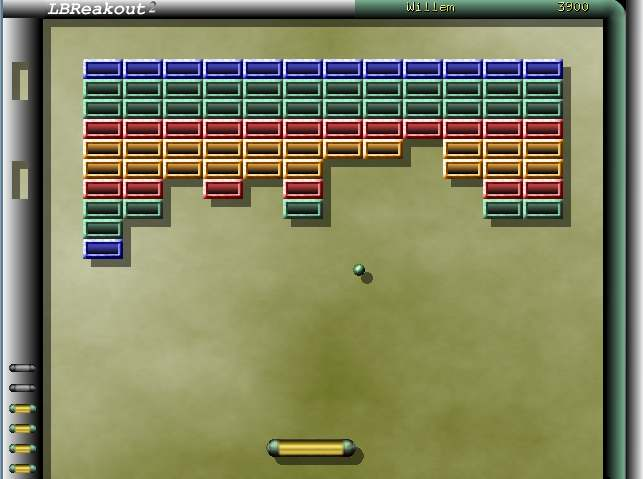

《브레이크아웃》(Breakout)은 아타리가 개발해 1976년 5월 13일에 선보인 아케이드 게임이다. 부시넬 놀란이 개념화하고 퐁의 영향을 받았으며, 스티브 워즈니악과 스티브 잡스가 제작하여 여러 비디오 게임기에도 이식되었다. 또한, 책과 비디오 게임, 애플 II에 영향을 주기도 했다.
게임을 시작하면, 화면의 위쪽에는 세 줄의 벽돌이 놓여 있고, 공이 화면을 오가면서 때로는 위쪽과 양쪽 벽에 부딪치며 튀기도 한다. 공이 벽돌을 때리면, 벽돌이 깨지면서 공이 다시 튀게 된다. 화면 아래쪽에 공이 닿게 되면 게임에서 지는 방식이기 때문에, 계속해서 양옆으로 움직이는 막대를 움직여 공을 받아쳐야 한다.
구글은 구글 검색 페이지에서 브레이크아웃을 할 수 있는 이스터에그를 만들었다.

## 같이 보기
- 벽돌깨기 방식 게임